# Synagoga Fieldgate w Londynie
Synagoga Fieldgate w Londynie – synagoga położona na ulicy 41 Fieldgate Street w Londynie. Została założona w 1899 roku.
W 1950 budynek synagogi został odbudowany po zniszczeniach wywołanych niemieckimi nalotami bombowymi podczas II wojny światowej. Do końca 2007 roku była jedną z ostatnich funkcjonujących synagog w Londynie, jednakże z braku wiernych synagogę ostatecznie zamknięto. 
Synagoga na Fieldgate Road sąsiaduje z East London Mosque, jednym z największych meczetów w Wielkiej Brytanii.
W 2008 roku synagoga została otwarta na czas obchodów Jom Kipur, a członkowie lokalnej społeczności żydowskiej starają się o jej regularne otwarcie.